# Laa an der Thaya
Laa an der Thaya osztrák város Alsó-Ausztria Mistelbachi járásában. 2021 januárjában 6246 lakosa volt. 

## Elhelyezkedése

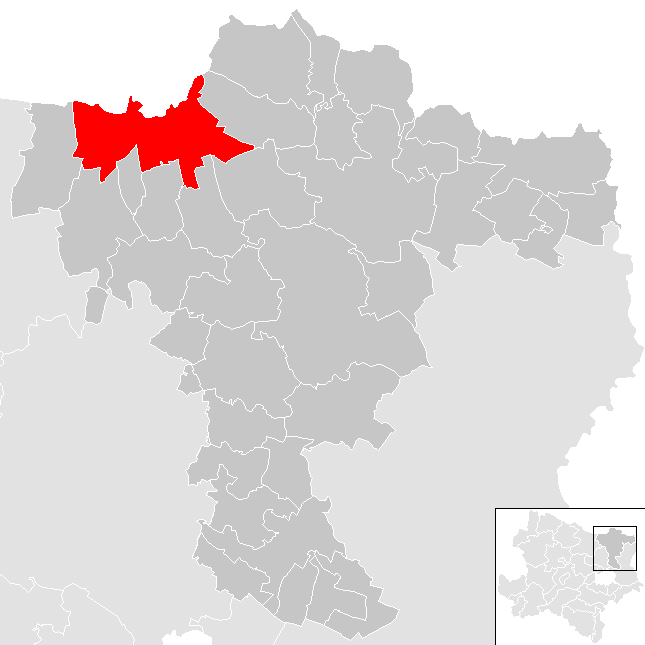
Laa an der Thaya a Mistelbachi járásban

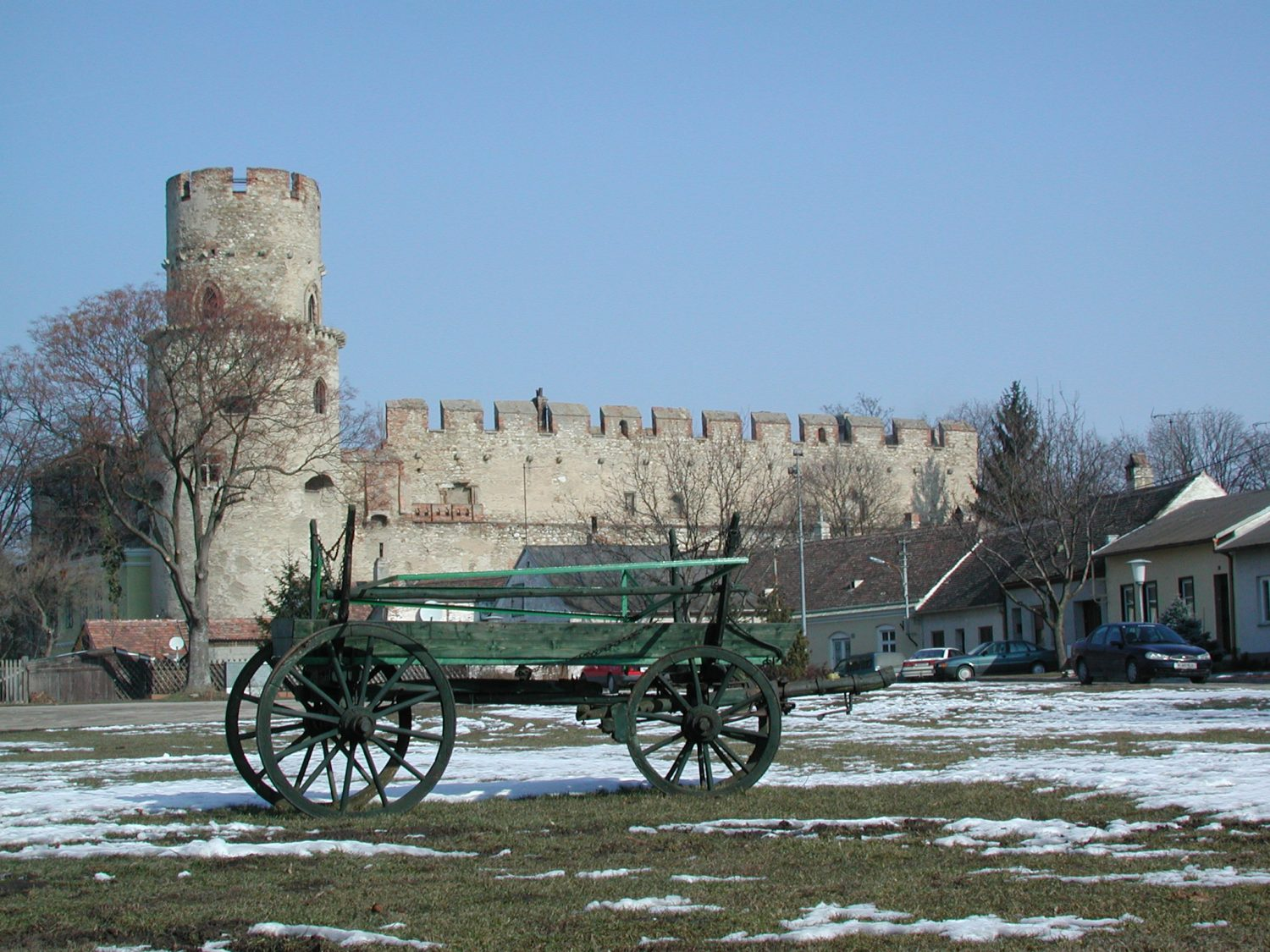
A laai vár

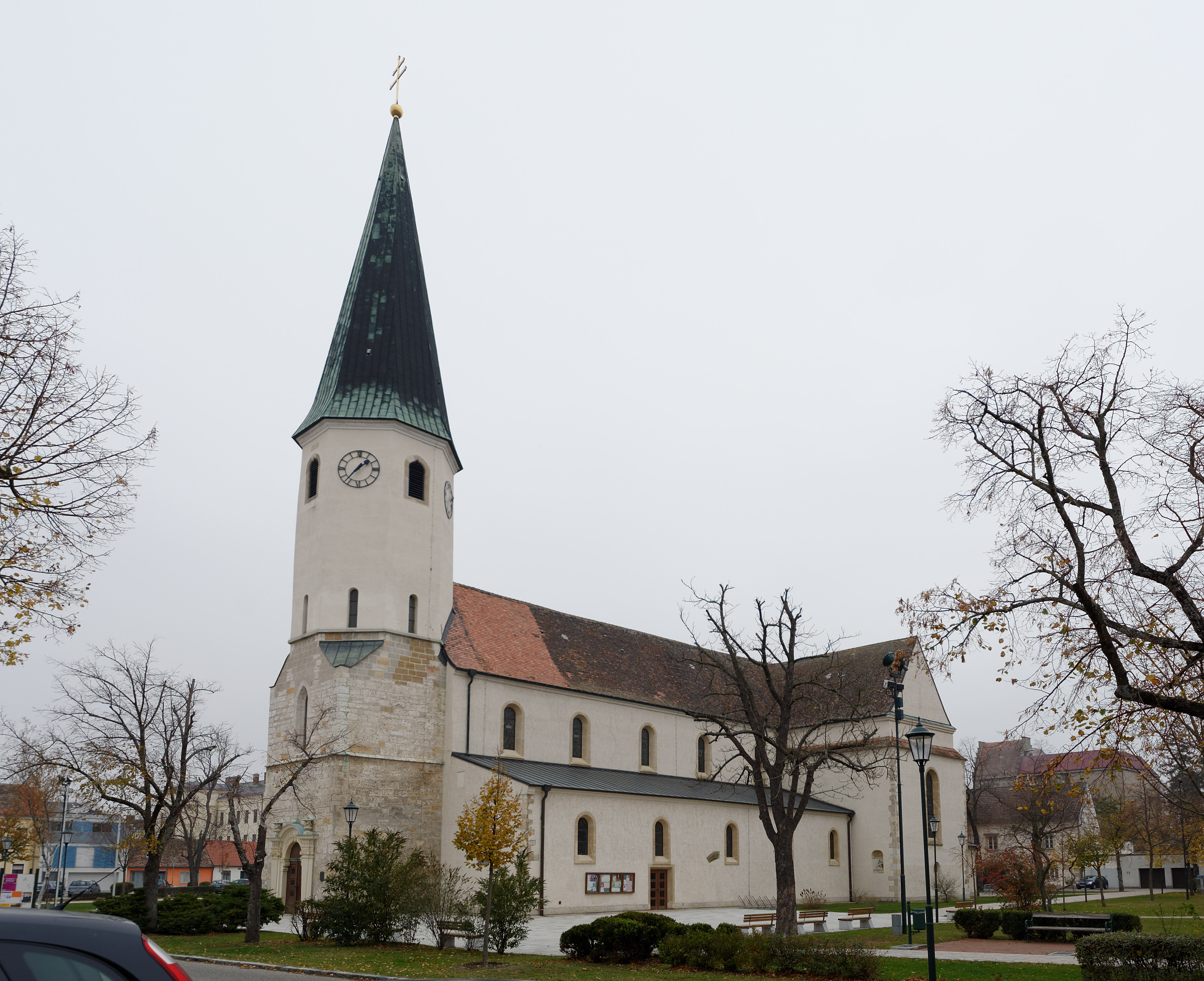
A Szt. Vitus-plébániatemplom

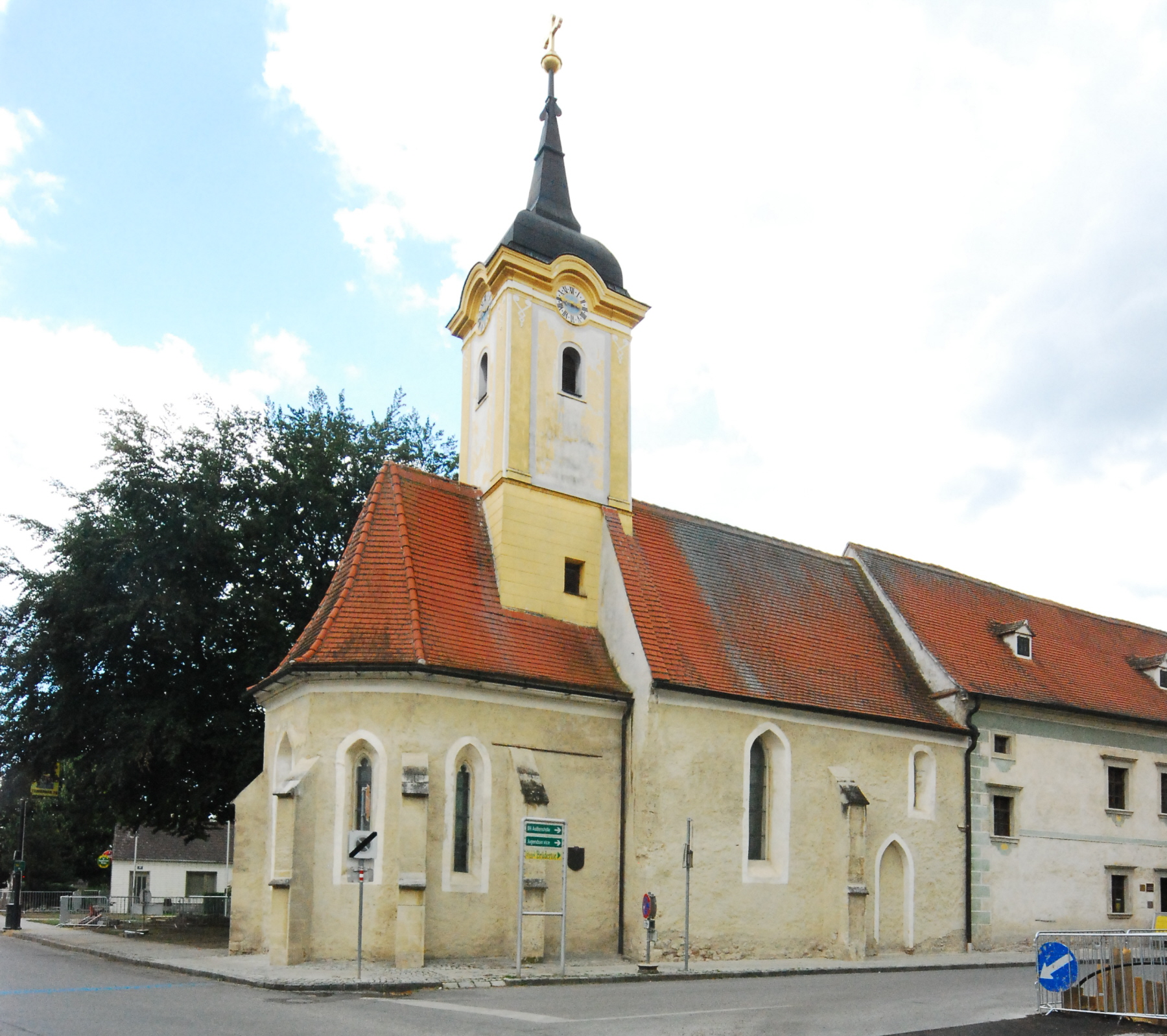
Az ispotály és kápolnája

Laa an der Thaya a tartomány Weinviertel régiójában fekszik a cseh határ mentén, a Weinvierteli-dombságon, a Thaya folyóból elvezett csatorna, a Thayamühlbach mellett. Területének 3,3%-a erdő, 83,6% áll mezőgazdasági művelés alatt. Az önkormányzat 6 települést, illetve településrészt egyesít: Hanfthal (540 lakos 2021-ben), Kottingneusiedl (297), Laa an der Thaya (4770), Ruhhof (3), Ungerndorf (130) és Wulzeshofen (506).
A környező önkormányzatok: északkeletre Neudorf im Weinviertel, keletre Staatz, délkeletre Fallbach, délre Gaubitsch és Unterstinkenbrunn, délnyugatra Stronsdorf, nyugatra Großharras, északnyugatra Hrádek és Dyjákovice, északra Hevlín és Hrabětice (utóbbi négy Csehországban).

## Története
Laat 1150-ben említik először a passaui püspökség urbáriumában. 1190 körül a Babenbergek szerezték meg a birtokot, amely  a Thaya folyó gázlója mentén feküdt a Bécs-Brünn útvonalon és kb. 1230-ban VI. Lipót herceg erődített várost alapított itt. A határon fekvő város falai alatt több csata is zajlott, pl. Civakodó Frigyes vagy később II. Ottokár idejében. Ottokár, majd Habsburg Rudolf megerősítette Laa kiváltságait; ekkoriban kapta a város a címerét is. A későbbi századokban elvesztette korábbi jelentőségét. 1407-ben a morva Johann Sokol von Lamberg foglalta el, 1426-ban pedig a husziták kifosztották. Hogy a gazdaság helyreállítását segítse, a császár különböző privilégiumokat adományozott Laanak, pl. sört mérhettek a város határain belül. 1442-1450 között a császár által Bécsbe hívott Enea Silvio de' Piccolomini (a későbbi II. Pius pápa) laai plébánosként dolgozott. 
A harmincéves háború során 1619-ben cseh csapatok kvártélyozták be magukat és teljesen kiszipolyozták a polgárságot. 1645-ben a svédek foglalták el és fosztották ki; csak 1680-ra nyerte vissza korábbi méretét, de gazdasági jelentősége tovább csökkent. Amikor Napóleon 1809-ben megszállt itt, csak egy mocsaraktól körbevett jelentéktelen városkát talált, földszintes, zsúptetős házakkal. A 19. század első harmadában Simon Scheiner polgármestersége alatt a település gyors fejlődésnek indult. 1830-től szabályozták a Thayát, így a mocsarak lecsapolásával a földek minősége és jövedelmezősége ugrásszerűen javult. Utak és csatornák épültek, a terjeszkedést gátló középkori városfalat lebontották. 1850-ben ide került a járásbíróság és a körzeti adóhatóság és Laa, mint adminisztratív központ sok új lakót vonzott. 1869-től vasút kötötte össze Béccsel és Brünnel. Az első világháború után a Monarchia szétesésével Laa határvárossá vált, elvesztette gazdasági hátországának nagy részét és jelentősége csökkent.   
A második világháború végén Laa a front színhelyéül szolgált. 1945 április 19-22 között több légitámadás is érte, amelyekben 22-en meghaltak. 19-én heves harcokra került sor Ungerndorfnál, ahol 20 szovjet és 2 német tankot lőttek ki. A front helyzete mintegy három hétig nem változott, eközben a szovjet tüzérség gyakran lőtte a várost. Május 7-én a németek visszavonultak, felrobbantva a Thaya hídjait. A Vörös Hadsereg május 8-án szállta meg a települést. Az elesetteknek katonai temetőt létesítettek, ahol 2006-ban Oleg Vlagyimirovics Gyeripaszka orosz oligarcha, akinek a nagyapja itt esett el, pravoszláv templomot építtetett.   

## Lakosság
A Laa an der Thaya-i önkormányzat területén 2021 januárjában 6246 fő élt. A lakosságszám 1939-ben érte el a csúcspontját 7993 fővel, azóta csökkenő tendenciát mutatott, bár az utóbbi években stabilizálódott. 2018-ban az ittlakók 94,1%-a volt osztrák állampolgár; a külföldiek közül 0,8% a régi (2004 előtti), 2,7 az új EU-tagállamokból érkezett. 1,5% az egykori Jugoszlávia (Szlovénia és Horvátország nélkül) vagy Törökország, 0,9% egyéb országok polgára volt. 2001-ben a lakosok 89%-a római katolikusnak, 2,5% evangélikusnak, 1,8% mohamedánnak, 5,3% pedig felekezeten kívülinek vallotta magát. Ugyanekkor 4 magyar élt a városban; a legnagyobb nemzetiségi csoportokat a németek (96,1%) mellett a csehek és a horvátok alkották 1-1%-kal. 
A népesség változása:

| 2016 | 6 225 |
| 2018 | 6 280 |

## Látnivalók

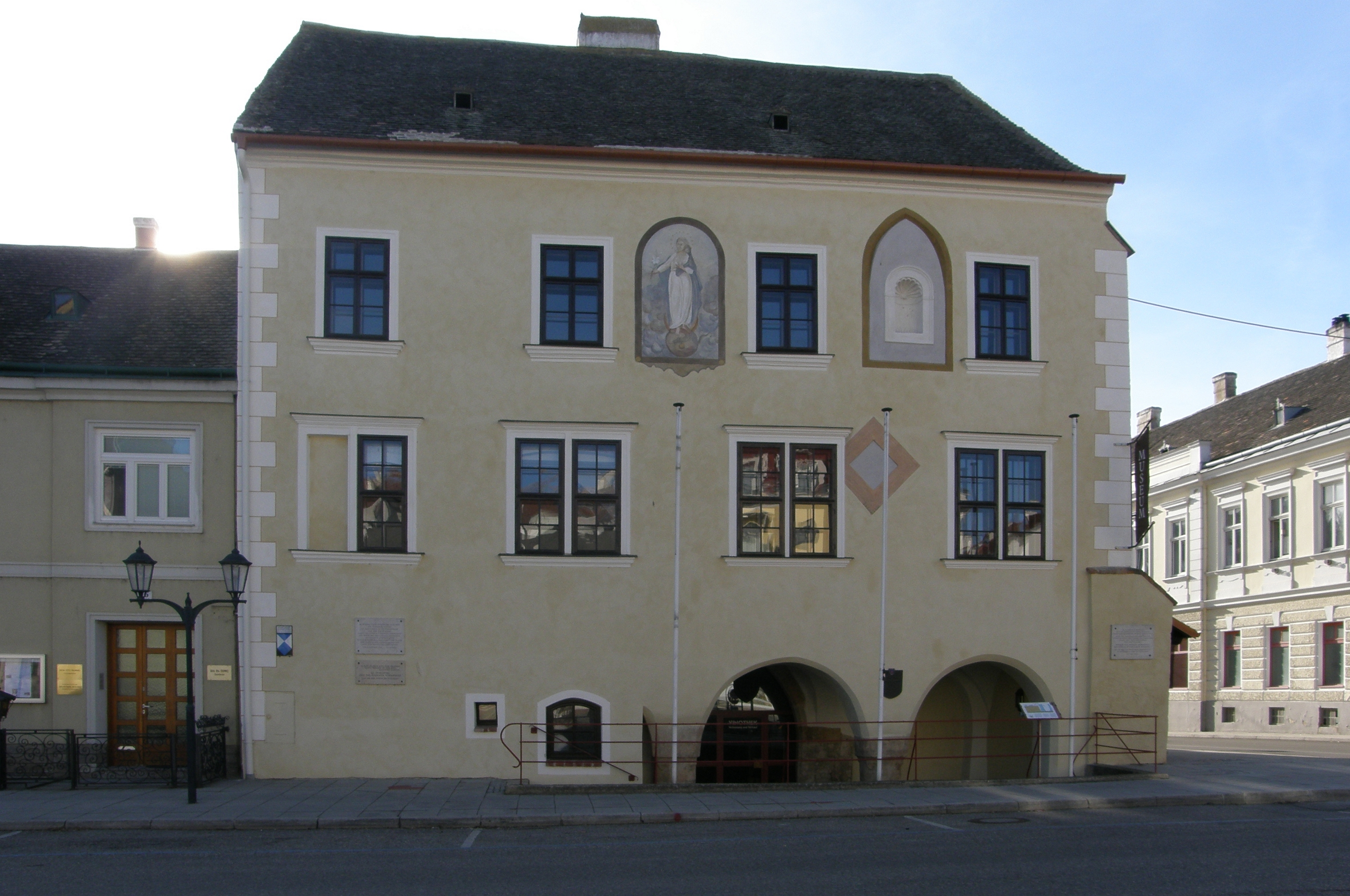
A régi városháza

- a laai vár, amely sörmúzeumnak ad otthont
- a város északnyugati részén az egykori középkori városfal maradványai
- a Szt. Vitus-plébániatemplom
- az egykori ispotály kora gótikus kápolnával
- a Hubertus-sörfőzde
- a régi városháza és előtte az 1575-ből való pellengér
- az új városháza, amely 1899-ben épült, Ferenc József uralkodásának 50. évfordulójára; mellette az 1680-ban emelt pestisoszlop
- a kocsimúzeum
- a dél-morva múzeum

## Testvértelepülések
- Garching an der Alz (Németország)
- Świętochłowice (Lengyelország)
- Brno Chrlice kerülete (Csehország)

## Fordítás
- Ez a szócikk részben vagy egészben  a   Laa an der Thaya című német Wikipédia-szócikk ezen változatának fordításán alapul.  Az eredeti cikk szerkesztőit annak laptörténete sorolja fel. Ez a jelzés csupán a megfogalmazás eredetét és a szerzői jogokat jelzi, nem szolgál a cikkben szereplő információk forrásmegjelöléseként.